# Кол Кумано (Белуно)
Кол Кумано (итал. Col Cumano) је насеље у Италији у округу Белуно, региону Венето.
Према процени из 2011. у насељу је живело 6 становника. Насеље се налази на надморској висини од 377 м.